# Допущение о непрерывности деятельности
Допущение (принцип) о непрерывности деятельности (англ. Going concern) — одно из основных допущений бухгалтерского учёта и аудита, которое предполагает, что субъект будет продолжать осуществлять свою деятельность в обозримом будущем и не имеет намерения и потребности в ликвидации или прекращении деятельности. Согласно этому допущению активы и обязательства учитываются на том основании, что субъект сможет реализовать свои активы и выполнить обязательства в ходе обычной деятельности. Свидетельством нарушения принципа непрерывности может служить отказ банков в предоставлении организации кредитов, банкротство крупных дебиторов, отказ поставщиков в предоставлении отсрочки платежа и прочие явления.

## В бухгалтерском учёте
Допущение о непрерывности деятельности организации с точки зрения бухгалтерского учёта несёт за собой такие следствия:
- смена собственника предприятия не повлечёт за собой изменения в бухгалтерском учёте;
- ценности, учитываемые клиентом, не должны переоцениваться;
- расходы, которые принесут доходы в будущем, должны быть капитализированы;
- на предприятии должны создаваться резервы;
- финансовые результаты должны быть распределены по отчетным периодам;
- многие факты хозяйственной жизни осуществляются в условиях неопределенности;
- отчётность должна представляться по определённым равным периодам[4].

### МСФО
В МСФО (IAS) 1 этот принцип определяется так: «Финансовая отчетность в обязательном порядке должна составляться на основе допущения о непрерывности деятельности, за исключением случаев, когда руководство организации либо само намеревается ликвидировать организацию или прекратить её деятельность, либо вынуждено избрать такой способ действий в силу отсутствия иных реальных альтернатив».
МСФО (IFRS) 5 вводит учётные категории, имеющие непосредственное отношение к принципу непрерывности. Стандарт предполагает использование «группы выбытия» — это группа чистых активов (активов и соответствующих им обязательств), выбытие которых будет осуществлено в ходе одной операции посредством продажи или каким-либо иным образом. Элементы группы выбытия должны отражаться в балансе отдельно от других активов и обязательств. Кроме того, если компания приобретает внеоборотный актив с целью его последующей продажи, она должна на дату приобретения квалифицировать его как актив, предназначенный для продажи.
Таким образом, принцип непрерывности относится не только к организации, но распространяется и на отдельные её активы или группы активов, а также направления и компоненты хозяйственной деятельности.
МСФО (IAS) 10 требует от организации раскрытия в отчёте о прибылях и убытках величины прибыли или убытка после налогообложения от прекращённой деятельности; величины чистых денежных потоков, относящихся к операционному, инвестиционному и финансовому направлениям прекращённой деятельности.

## В аудите
Аудитор должен исходить из того, что предприятие будет существовать если не вечно, то хотя бы не менее двенадцати месяцев. Аудитор должен проверить эту гипотезу. Для этого аудитору необходимо выявить симптомы финансовых трудностей клиента.
Если в ходе проверки обнаружено, что имущественное и финансовое положение клиента таково, что существует серьёзная возможность того, что предприятие не сможет продолжать деятельность и исполнять свои обязательства в течение, как минимум, 12 месяцев, следующих за окончанием отчетного года, то аудитор в аудиторском отчёте указывает, что отчётность клиента не была подготовлена исходя из допущения непрерывности деятельности организации. Если после получения положительного заключения клиент окажется неплатежеспособен, то у аудитора могут возникнуть серьёзные проблемы.